# Metroul din Almatî
Metroul din Almatî (în limba rusă: Алматинский метрополитен) este rețeaua de metrou din orașul Almatî, Kazahstan, și a fost inaugurat pe 1 decembrie 2011.  

## Linii
| # | Nume                    | Deschisă | Lungime | Stații |
| - | ----------------------- | -------- | ------- | ------ |
| 1 | Linia 1 (Бірінші бағыт) | 2011     | 11.3 km | 9      |
|   | Total:                  |          | 11.3 km | 9      |